# Římskokatolická farnost Kokory
Římskokatolická farnost Kokory je územním společenstvím římských katolíků v rámci přerovského děkanátu olomoucké arcidiecéze s farním kostelem Nanebevzetí Panny Marie.

## Historie
První písemná zmínka o obci pochází z roku 1279 (Cocor). V 18. století byly Kokory v majetku jezuitů, po nich se zachovaly barokní památky, jako jsou kaple sv. Františka Xaverského z roku 1724 a jezuitský pivovar z roku 1761.
V letech 1897/8 – 1906 byl duchovním správcem P. Svatopluk Bohumil Kyselý, kněz, prozaik, překladatel, čestný konzistorní rada (* 9. 12. 1872 v Držovicích, † 1. 12. 1935 ve Vrahovicích).

## Duchovní správci
Od července 2014 je farářem R. D. Mgr. Stanislav Čevela.

## Bohoslužby
| Kostel                  | Místo  | Bohoslužba (den) | Hodina                         | Poznámka     |
| ----------------------- | ------ | ---------------- | ------------------------------ | ------------ |
| Nanebevzetí Panny Marie | Kokory | neděle pátek     | 9.30 15.30 (zima)/17.30 (léto) | Farní kostel |

## Aktivity farnosti
Ve farnosti se pravidelně koná tříkrálová sbírka. V roce 2017 se při ní v obci Kokory vybralo 27 130 korun.
Farnost od roku 2009 pořádá farní ples.
V letech 1995 až 2018 vycházel pro všechny farnosti děkanátu Přerov měsíčník Slovo pro každého.